# Seven Valleys
Seven Valleys är en ort i York County i delstaten Pennsylvania. Vid 2010 års folkräkning hade Seven Valleys 517 invånare.